# العلاقات المغربية الكوستاريكية
العلاقات المغربية الكوستاريكية هي العلاقات الثنائية التي تجمع بين المغرب وكوستاريكا.

## مقارنة بين البلدين
هذه مقارنة عامة ومرجعية للدولتين:
| وجه المقارنة                                              | المغرب                                 | كوستاريكا                                 |
| --------------------------------------------------------- | -------------------------------------- | ----------------------------------------- |
| المساحة (كم2)                                             | 710.85 ألف                             | 51.10 ألف                                 |
| عدد السكان (نسمة)                                         | 36.07 مليون                            | 4.91 مليون                                |
| الكثافة السكانية (ن./كم²)                                 | 50.74                                  | 96.09                                     |
| العاصمة                                                   | الرباط                                 | سان خوسيه                                 |
| اللغة الرسمية                                             | اللغة العربية، أمازيغية معيارية مغربية | اللغة الإسبانية                           |
| العملة                                                    | درهم مغربي                             | كولون كوستاريكي                           |
| الناتج المحلي الإجمالي (بليون دولار)                      | 109.14 مليار                           | 57.06 مليار                               |
| الناتج المحلي الإجمالي (تعادل القوة الشرائية) بليون دولار | 274.06 مليار                           | 74.98 مليار                               |
| الناتج المحلي الإجمالي الاسمي للفرد دولار أمريكي          | 2.88 ألف                               | 11.26 ألف                                 |
| الناتج المحلي الإجمالي للفرد دولار أمريكي                 | 7.49 ألف                               | 14.92 ألف                                 |
| مؤشر التنمية البشرية                                      | 0.628                                  | 0.766                                     |
| رمز المكالمات الدولي                                      | +212                                   | +506                                      |
| رمز الإنترنت                                              | .ma                                    | .cr، قائمة نطاقات المستوى الأعلى للإنترنت |
| المنطقة الزمنية                                           | ت ع م+01:00                            | 00                                        |

## منظمات دولية مشتركة
يشترك البلدان في عضوية مجموعة من المنظمات الدولية، منها:
| علم المنظمة | اسم المنظمة                               | تاريخ انضمام المغرب | تاريخ انضمام كوستاريكا |
| ----------- | ----------------------------------------- | ------------------- | ---------------------- |
|             | الاتحاد البريدي العالمي                   | ?                   | ?                      |
|             | يونسكو                                    | 7 نوفمبر 1956       | 19 مايو 1950           |
|             | البنك الدولي للإنشاء والتعمير             | 25 أبريل 1958       | 8 يناير 1946           |
|             | منظمة التجارة العالمية                    | 1995                | ?                      |
|             | وكالة ضمان الاستثمار متعدد الأطراف        | 17 سبتمبر 1992      | 8 فبراير 1994          |
|             | الاتحاد الدولي للاتصالات                  | 1 نوفمبر 1956       | 13 سبتمبر 1932         |
|             | منظمة الشرطة الجنائية الدولية             | ?                   | ?                      |
|             | مؤسسة التمويل الدولية                     | 30 أغسطس 1962       | 20 يوليو 1956          |
|             | الأمم المتحدة                             | 12 نوفمبر 1956      | 2 نوفمبر 1945          |
|             | مؤسسة التنمية الدولية                     | 29 ديسمبر 1960      | 30 يونيو 1961          |
|             | الفريق المعني برصد الأرض                  | ?                   | ?                      |
|             | منظمة حظر الأسلحة الكيميائية              | ?                   | ?                      |
|             | المركز الدولي لتسوية المنازعات الاستشارية | 10 يونيو 1967       | 27 مايو 1993           |

## وصلات خارجية
- موقع وزارة الخارجية المغربية
- موقع وزارة الخارجية الكوستاريكية